# Royal Ordnance
Royal Ordnance plc - британська відкрита публічна компанія з обмеженою відповідальністю, яка була створена 2 січня 1985, отримавши у власність державні підприємства Royal Ordnance Factories (скорочено ROFs), які виробляли вибухівку, боєприпаси, стрілецьку зброю в тому числі гвинтівки Lee-Enfield, гармати та військову техніку, наприклад, танки. Компанія мала 16 фабрик; кількість персоналу — 19000.
Royal Ordnance plc було придбано компанією British Aerospace (BAe) у квітні 1987, яка стала BAE Systems у 1999. Назва Royal Ordnance зберігалася протягом майже 20 років; а підприємства мали свої колишні назви, наприклад Royal Ordnance або пізніше RO Defence. Назву Royal Ordnance було прибрано у 2004 і було використано торгову марку Land Systems, підрозділ відомий зараз як BAE Systems Land UK.

## Історія

### Королівські збройні заводи
Історія Королівських збройних заводів (ROFs) починається у 1560 з будови Королівського порохового заводу (RGPF) у Абатстві Уолгем, Ессекс. Пізніше він був поєднаний з Королівським заводом стрілецької зброї (RSAF) у Енфілд Лок і Королівським арсеналом у Вулвічі. Усі три виробництва розташовувалися поряд з Лондоном — але не дуже близько щоб запобігти руйнувань у разі вибуху. Назва Royal Arsenal була представлена у 1805 щоб охопити Королівські лабораторії, Королівський пороховий завод та Королівські візки, які спочатку були відокремлені і розташовувалися у Гринвічі.
У 1927 ці три Королівські фабрики було переведено, в межах Військового департаменту, з Міністерства боєприпасів до Департаменту Головного управління озброєнь. На порозі Другої світової війни, наприкінці 1930-х початку 1940-х Міністерство постачання побудувало ще заводів 40 де працювало приблизно 300000 робітників. Чисельність робочих місць і зайнятого персоналу, значно скоротилася після закінчення Другої світової війни.
В рамках процесу приватизації у 1980-і роки, уряд Великої Британії перевів деякі, раніше відокремлені, дослідження і розробки до Центру оборонних досліджень у ROF. Інші підрозділи британських оборонних досліджень і розробок пізніше було закрито; ті, що залишилися у Міністерства оборони, пізніше були передані Defence Science and Technology Laboratory або стали частиною приватизованої QinetiQ. Деякі заводи випускають ядерну зброю, ROF Бугфілд та ROF Кардіф, були виведені з-під контролю ROF і не брали участь у приватизації Royal Ordnance. Вони були передані під контроль AWRE; який пізніше став Atomic Weapons Establishment.

### Приватизація
2 січня 1985, у День націоналізації, дванадцять заводі які ще були відкриті, а також Південний майданчик у Абатстві Уолгем, RSAF Енфільд та три Заводи агентства, стали компанією власником якої є уряд Великої Британії: Royal Ordnance plc. Штаб-квартира компанії перебралася до ROF Чорлі, Ланкашир; з юридичною адресою у центральному Лондоні. Наміром уряду на даному етапі було приватизувати Royal Ordnance якомога швидше через відкрите розміщення акцій.
У середині 1985 було назначено дату на липень 1986; проте, у червні 1986 уряд заявив про не можливість відкритого розміщення акцій і, що має намір продати компанію у приватному порядку. Причинами не можливості відкритого розміщення акцій стали:
- Майбутнє ROF Лідс, через незрозуміле майбутнє виробництво британського  основного бойового танка.
- Майбутні відносини між Міністерством оборони і компанією.
- Фінансове становище компанії.
- Зобов'язання щодо контракту з British Aerospace

Проблеми з ROF Лідс було вирішено після погодження яке надали Royal Ordnance на продажу заводу і прав на інтелектуальну власність на танки Challenger компанії Vickers plc 4 жовтня 1986, остаточна угода була підписана 31 березня 1987 оцінюючи ROF Лідс у £15,2 млн. Vickers став Alvis Vickers та, у 2004, став частиною BAE Systems, а завод у Лідсі було закрито. Співпраця з Міністерством оборони була вирішена наданням компанії певних гарантій від МО щодо майбутніх стратегій закупівель. Фінансові питання було вирішено після надання коштів з Королівської скарбниці і подальшого продажу ROF Лідс. Згідно зобов'язань відносно субпідряду на ракетні систем між British Aerospace (BAe) і МО науково-дослідний центр було передано Royal Ordnance по інкорпорації; BAe і МО підписали угоду у лютому 1987 року.
У жовтні 1986 Royal Ordnance Plc було виставлено на продаж, отримано шість пропозицій. Потім кількість була зменшена до двох; одна від British Aerospace, а інша Guest, Keen & Nettlefolds (GKN). BAe запропонували £188.5 млн. фунтів стерлінгів і продаж було завершено 22 квітня 1987.

## Раціоналізація

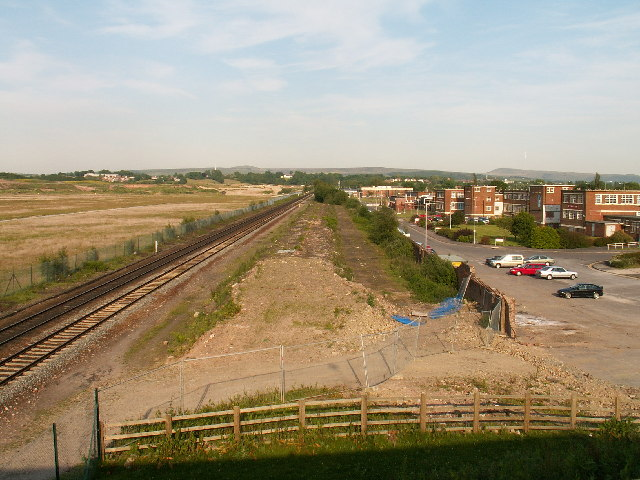
Вигляд порожнього майданчика ROF Чорлі. Праворуч від залізниці було виробництво вибухівки; площу між залізницею і огорожею займала ROF Чорлі Халт; а праворуч від огорожі колишня будівля штаб-квартири ROF Чорлі.

На час продажу, RO Defence мала 16 фабрик і близько 19000 робітників. Одразу після приватизації, вони були закриті, а їх площу у ROF Патрікрофт, RSAF Енфільд та Абатстві Південний Уолгем продані.
У квітні 1992 BAe / RO Defence придбали BMARC та Poudreries Réunies de Belgique (PRB) від збанкрутілих Astra Holdings; а пізніше Muiden Chemie. У 1991 RO Defence також купили виробництво стрілецької зброї у якому були зацікавлені  Heckler & Koch.
У 2000 штаб-квартира Royal Ordnance була переведена з RO Чорлі до BAE Systems Філтон, а у RO Бішоптом було зупинено виробництво.

## Об'єднання у BAe / BAE Systems
У 1999 BAe злилися з Marconi Electronic Systems, і тоді ж було змінено назву з British Aerospace на BAE Systems. Майданчики Royal Ordnance з того часу розглядаються як майданчики BAE Systems з можливістю Royal Ordnance працювати на них як підрозділу. У 2002 Heckler & Koch були продані Heckler and Koch Beteiligungs GmbH.
У 2004 BAE Systems придбали Alvis Vickers Ltd, яка була злита з RO Defence та колишніми заводами GEC у Барроу-ін-Фернес та Лестері утворивши BAE Systems Land Systems. Ця організація розширилася у 2005 коли BAE Systems придбали американську компанію United Defense Industries і ввели її до групи Land Systems перетворившись на BAE Systems Land and Armaments. Ці два злиття і розширення значило, що колишні майданчики Royal Ordnance були перейменовані як BAE Systems Land and Armaments.